# Franco Alfano

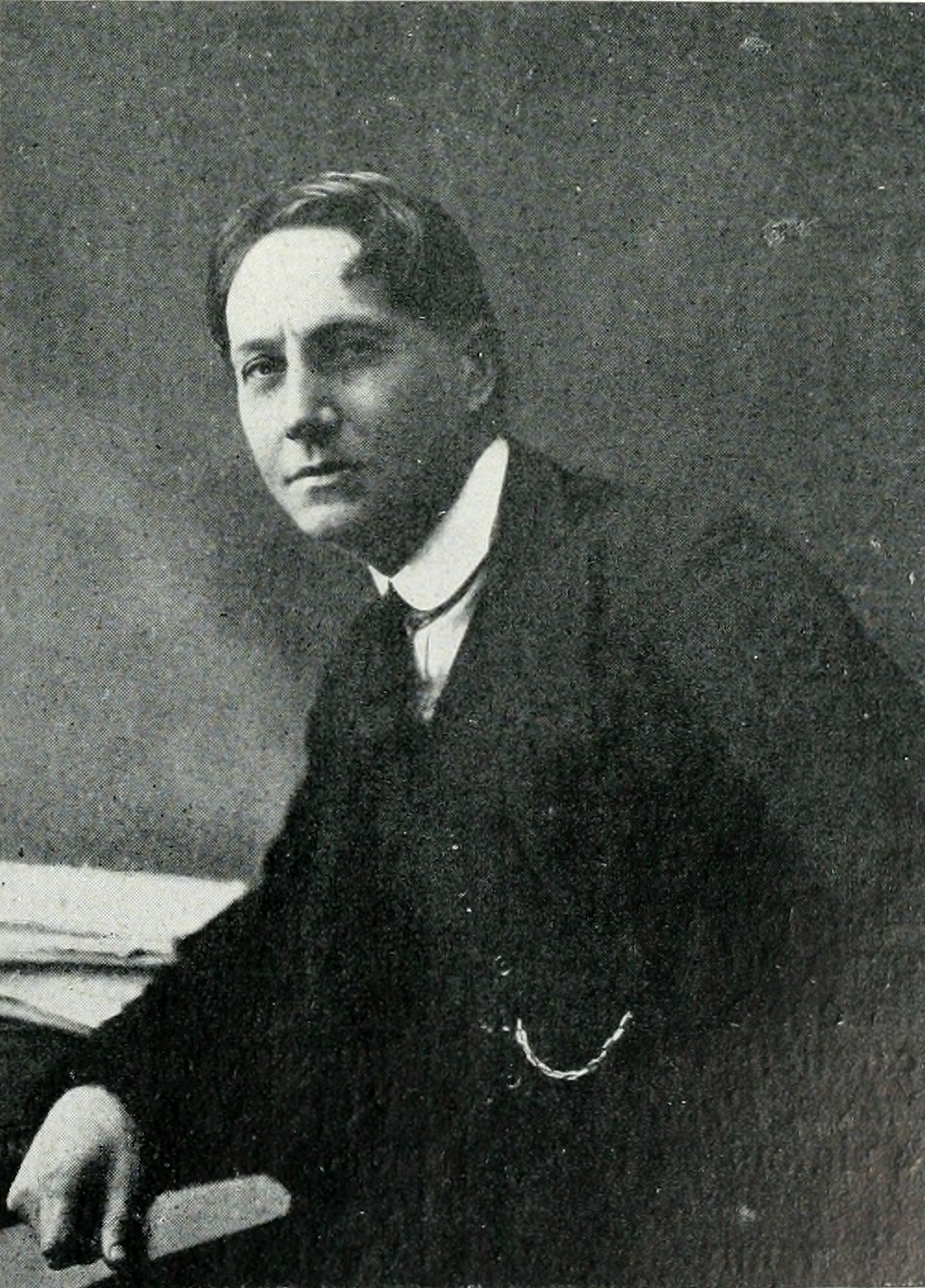
Franco Alfano, um 1919

Franco Alfano (* 8. März 1875 in Posillipo bei Neapel; † 27. Oktober 1954 in Sanremo) war ein italienischer Komponist des ausgehenden Verismo. Sein bekanntestes Werk ist die Oper Risurrezione (Auferstehung, nach Tolstois Roman).

## Leben
Alfano wurde als Sohn eines italienischen Vaters und einer französischen Mutter geboren und studierte zunächst privat Klavier bei Alessandro Longo (1864–1945) in Neapel, besuchte dann das dortige Conservatorio San Pietro a Majella, wo er Harmonielehre und Komposition bei Camillo de Nardis (1857–1951) und Paolo Serrao (1830–1907) studierte. Ab 1895 studierte er Komposition bei Hans Sitt (1850–1922) und Salomon Jadassohn (1831–1902) am Konservatorium in Leipzig. In Leipzig begegnete er seinem Idol Edvard Grieg und komponierte verschiedene Klavier- und Orchesterwerke.
1896 begann er eine Karriere als Pianist in Berlin. Dort komponierte er auch eine erste Oper Miranda, die bis heute unveröffentlicht blieb, nach einem Libretto von Antonio Fogazzaro. Seine zweite Oper La Fonte di Enschir (Libretto von Luigi Illica), vom Verlag Ricordi nicht angenommen, wurde 1898 in Breslau als Die Quelle von Enschir ohne Erfolg uraufgeführt. 1900 schrieb er in Paris die Ballette Napoli und Lorenza für die Folies Bergère. Kurze Zeit später ging er nach Moskau, wo er seine bekannteste Oper Risurrezione (nach Tolstois Roman Auferstehung) komponierte. Mit der Uraufführung dieser Oper am 30. November 1904 im Teatro Vittorio Emanuele (dem heutigen Auditorium Rai di Torino "Arturo Toscanini") in Turin wurde Alfano schlagartig berühmt; die Oper begann einen weltweiten Siegeszug durch zahlreiche Opernhäuser.
1914 ging Alfano wieder nach Italien zurück. Dort hatte er verschiedene Professuren für Komposition (u. a. seit 1918 in Bologna) inne und bekleidete wichtige Posten des italienischen Musiklebens: 1923 bis 1939 war er Direktor des Conservatorio Giuseppe Verdi in Turin, 1940 bis 1942 Intendant des Teatro Massimo in Palermo, 1942 bis 1947 Operndirektor der Accademia Nazionale di Santa Cecilia in Rom und 1947 bis 1950 Direktor des Conservatorio Statale di Musica „Gioachino Rossini“ in Pesaro.
Neben diesen Tätigkeiten komponierte Alfano weiterhin zahlreiche Opern, die an den großen Opernhäusern Italiens uraufgeführt wurden.
Nachdem Giacomo Puccini 1924 seine Oper Turandot unvollendet hinterlassen hatte, schlug der mit Puccini befreundete Dirigent Arturo Toscanini Alfano für die Vollendung des Finales vor, von dem bisher nur Skizzen existierten. Der Musikwissenschaftler Jürgen Maehder entdeckte 1978 das vollständige Finale Alfanos, welches seit 1983 an verschiedenen Opernhäusern in der ganzen Welt aufgeführt wurde. Die eigentliche Uraufführung der Oper beendete Toscanini noch mit stillem Gedenken an der Stelle, an der Puccini die Komposition beenden musste. In den folgenden Aufführungen wurde eine von Toscanini radikal gekürzte Version des von Alfano komponierten Finales gespielt. In dieser gekürzten Form ging das Werk dann – trotz einiger Kritik an der dramatischen Struktur des Finales und an Qualität und Gestus der Musik – um die Welt und dürfte bis heute Alfanos meistgespielte Komposition sein. Alfanos Finale wurde allerdings immer wieder auch komplett aufgeführt. Viele Kritiker sahen darin eine Ehrenrettung, da das Finale so gegenüber der gekürzten Version an dramatischer Wirkung und musikalischer Geschlossenheit gewann.
Seit 1938 war er assoziiertes Mitglied der Königlichen Akademie der Wissenschaften und Schönen Künste von Belgien.
Seit 1914 lebte Alfano in Sanremo, wo er 1954 starb.

## Werke
Alfano zählt mit Gian Francesco Malipiero, Alfredo Casella und Ildebrando Pizzetti zu einer Generation von Komponisten, die sich vom Vorbild Puccinis und des italienischen Verismo abwenden, und zeigt Einflüsse von Claude Debussy, Richard Strauss oder Nikolai Rimski-Korsakow.
Ballette
- Lorenza (Paris, Folies-Bergère, 1901)
- Napoli (Paris, Folies-Bergère, 1901)
- Vesuvius

Opern
- Miranda
- La fonte di Enschir (dt. An den Quellen von Enschir, Breslau 1898)
- Risurrezione (nach Tolstoi, dt. Auferstehung, Turin 1904)
- Il principe di Zilah (Genua, 1909)
- L’ombra di Don Giovanni (dt. Der Schatten des Don Giovanni, Mailand 1914)
- La leggenda di Sakuntala (nach Kalidasa, Bologna 1921)
- Finale zu Puccinis Turandot (Mailand 1926)
- Madonna Imperia (nach einer Erzählung aus Balzacs Tolldreisten Geschichten, Turin 1927)
- L’ultimo Lord (Neapel 1930)
- Cyrano de Bergerac (nach Rostand, Rom 1936)
- Il dottor Antonio (Rom 1949)
- Sakúntala (Rom 1952). Libretto: Franco Alfano. – Neubearbeitung von La leggenda di Sakuntala, deren Manuskript im Zweiten Weltkrieg mutmaßlich zerstört worden war, nach dem Wiederauffinden im Verlags-Archiv aber 2006 von der Oper Rom unter Gianluigi Gelmetti wieder zur Aufführung gebracht wurde
- I cavalieri e la bella (unvollendet)

Sinfonien
- Sinfonie Nr. 1 in E, „Classica“ (1910/1953) – uraufgeführt am 6. April 1912 in Sanremo
- Sinfonie Nr. 2 in C (1931/1932) – uraufgeführt am 5. April 1933 in Rom